# Wanderson do Carmo
Francisco Wanderson do Carmo Carneiro, oftmals nur als Wanderson do Carmo oder Wanderson bezeichnet, (* 18. Februar 1986 in Baturité, Ceará) ist ein brasilianischer Fußballspieler.

## Karriere
Carmo begann seine Laufbahn bei Tiradentes CE. Über Ferroviário AC kam er 2005 zum Fortaleza EC. Von dort wurde er 2007 an Ríver AC verliehen.
Im Sommer 2007 verließ Carmo Brasilien und schloss sich GAIS in der schwedischen Allsvenskan an. Beim Klub aus Göteborg unterschrieb er einen Kontrakt mit viereinhalb Jahren Laufzeit. In seiner ersten Halbserie in Schweden kam er in sechs Spielen zum Einsatz. Beim 2:1-Erfolg über IF Brommapojkarna am letzten Spieltag der Spielzeit 2007 avancierte er zum Matchwinner, als er im direkten Vergleich gegen das Tabellenschlusslicht durch sein erstes Pflichtspieltor für GAIS und die Vorbereitung des anderen Treffers des Klubs den Klassenerhalt sicherstellte.
In der zweiten Spielzeit konnte Carmo sich einen Stammplatz erspielen und trug mit neun Saisontoren, die ihm den neunten Rang in der Torschützenliste der Allsvenskan einbrachten, zum frühen Klassenerhalt und einem Platz im Mittelfeld der Liga bei. Nachdem er auch in der Spielzeit 2009 bis zur Sommerpause zu den führenden Torschützen der ersten Liga gehört hatte, wurde er vermehrt von Beobachtern ausländischer Vereine wie Ajax Amsterdam, dem SC Heerenveen oder Hellas Verona unter Augenschein genommen. Er blieb jedoch beim Klub und erwies sich auch in der zweiten Saisonhälfte als treffsicherer Torschütze. Mit 18 Saisontoren verhalf er erneut entscheidend zum Klassenerhalt seines Arbeitgebers bei und krönte sich zusammen mit Tobias Hysén vom Lokalrivalen IFK Göteborg zum Torschützenkönig der Allsvenskan.
Nachdem Carmo in der ersten Hälfte der Spielzeit 2010 noch für GAIS auf Torejagd gegangen war, nahm er im Juli des Jahres ein Angebot des vom Norweger Trond Sollied betreuten saudi-arabischen Klubs Al-Ahli an. Im Frühjahr 2011 kehrte er jedoch nach Schweden zurück. Kurz vor Ende der Transferperiode am 31. März unterzeichnete er einen bis August gültigen Leihvertrag bei GAIS, da sein neuer Verein mit Marcinho, Amad Al Hosni und Nikola Petković auf drei andere Akteure als erlaubte ausländische Spieler setzte. Kurz nach Beginn der Sommertransferperiode im August des Jahres nahm schließlich der Göteborger Klub den Stürmer – mit fünf Saisontoren bis dato drittbester vereinsinterner Torschütze nach Mervan Çelik und seinem Landsmann Álvaro Santos und an insgesamt 16 Toren direkt beteiligt – fest unter Vertrag.
Auch in der Spielzeit 2012 unumstrittener Stammspieler in der Offensive, ließ Carmo jedoch seine Torgefährlichkeit missen und lediglich zwei Saisontore standen bis September für ihn zu Buche. Parallel rutschte der Klub ans Tabellenende ab, zumal im April gegen IFK Norrköping der einzige Saisonsieg – Camo und Reuben Ayarna hießen die Torschützen beim 2:0-Erfolg – gelang. Aufgrund der angespannten ökonomischen Verhältnisse beim Göteborger Klub verlieh der Verein ihn ab Anfang September trotz des Abstiegskampfes bis zum Jahresende an den russischen Klub FK Krasnodar.
Dieser verpflichtete ihn anschließend fest und so spielte er bis 2017 dort, ehe Ligarivale FK Dynamo Moskau Carmo als Neuzugang präsentierte. Nach nur einem halben Jahr ging er weiter zu Alanyaspor in die Türkei und von dort weiter zu Helsingborgs IF. Nach Abschluss der Saison 2019 beendete Carmo dann seine Karriere in Europa und spielt nach kurzer Pause nun seit 2021 für den brasilianischen Klub Atlético Cearense aus Fortaleza.

## Auszeichnungen
- Torschützenkönig der Fotbollsallsvenskan 2009
- Torschützenkönig der Premjer-Liga 2012/13